# Чистопольский кантон
Чистопольский кантон (тат. Чистай кантоны) — административно-территориальная единица в составе Татарской АССР, существовавшая в 1920—1930 гг. Центр кантона — город Чистополь. Площадь — 9,8 тыс. км². Население — 324,6 тыс. чел. (1926), из них около 150 тыс. — чуваши.
В 1922 году к Чистопольскому кантону была присоединена часть Лаишевского кантона, а часть отошла к Челнинскому кантону.
По данным 1926 года в кантоне было 17 волостей:
- Аксубаевская
- Алексеевская
- Билярская
- Галактионовская (центр — г. Чистополь)
- Егоркинская
- Ерыклинская
- Каргалинская
- Криво-Озерская
- Кутеминская (центр — с. Нижняя Каменка)
- Кутушская
- Муслюмкинская
- Ново-Адамская (центр — с. Савруши)
- Ново-Шешминская
- Старо-Альметевская
- Старо-Челнинская
- Старо-Шешминская
- Чулпановская

Волости делились на 285 сельсоветов.
В 1928 году к Чистопольскому кантону была присоединена часть территории Мелекесского уезда Самарской губернии. В 1930 году Чистопольский кантон, как и все остальные кантоны Татарской АССР, был упразднён. На его территории были образованы районы.